# Asota nebulosa
Asota nebulosa är en fjärilsart som beskrevs av Butler 1875. Asota nebulosa ingår i släktet Asota och familjen nattflyn. Inga underarter finns listade i Catalogue of Life.